# Abrã
Abrã es una freguesia portuguesa situada en el municipio de Santarém. Según el censo de 2021, tiene una población de 980 habitantes.